# Kazakhstanita
La kazakhstanita és un mineral de la classe dels fosfats. Rep el nom del Kazakhstan, on es troba la seva localitat tipus.

## Característiques
La kazakhstanita és un vanadat de fórmula química Fe3+
5V4+
3V5+
12O39(OH)9·9H₂O. Cristal·litza en el sistema monoclínic. La seva duresa a l'escala de Mohs és 2,5.
Segons la classificació de Nickel-Strunz, la kazakhstanita pertany a «08.CB - Fosfats sense anions addicionals, amb H₂O, només amb cations de mida mitjana, RO₄:H₂O = 1:1» juntament amb els següents minerals: serrabrancaïta, hureaulita, sainfeldita, vil·lyael·lenita, nyholmita, miguelromeroïta, fluckita, krautita, cobaltkoritnigita, koritnigita, yvonita, geminita, schubnelita, radovanita, kolovratita, irhtemita i burgessita.

## Formació i jaciments
Va ser descoberta al dipòsit de vanadi de Balasauskandyk, situat a la serralada Karatau, a la Província del Turquestan (Kazakhstan). També ha estat descrita en altres dos indrets d'aquest país, així com a l'estat de Nevada, als Estats Units.